# بانکسیا ردیف بانکسیا
بانکسیا ردیف بانکسیا (نام علمی: Banksia ser. Banksia) نام یک series از سرده بانکسیا است.